# Australia Day Live Concert
Australia Day Live est un concert organisé chaque année le jour de l'Australie (Australia Day), le 26 janvier sur le parvis de l'Opéra de Sydney et du port de Sydney. Le concert présente de la musique d'artistes et de musiciens australiens.

## Histoire
Le concert "Australia Day Live" est organisé pour la première fois en 2004, sur Federation Mall, les pelouses du Parliament House à Canberra, en Australie, et initialement accueilli chaque année le 25 janvier, la veille de l'Australia Day. Australia Day Live a été précédé par l'Australian of the Year Awards. Le nom du concert a été modifié en 2012 pour "Australia Celebrates Live".

### Australia Celebrates Live Concert
"Australia Celebrates Live" était un concert gratuit qui comprenait des hommages aux Australiens sortants de l'année, avec des chansons choisies par les Australiens précédents de l'année. Cela a été suivi par la cérémonie de remise des prix de l'Australian of the Year. Une fois la cérémonie de remise des prix terminée, le concert s'est poursuivi avec chaque artiste interprétant un ensemble complet de musique.
En août 2016, le National Australia Day Council annonce que le concert Australia Celebrates Live est annulé et, qu'à partir de 2017, les Australian of the Year Awards se tiendraient à l'intérieur au Parlement.

### Australia Day Concert
À partir de 2015, l'Australia Day Concert, sur le parvis de l'Opéra de Sydney avec le port de Sydney en toile de fond, remplace le Darling Harbour Australia Day Spectacular le 26 janvier. En 2015 et 2016, il présentait les mêmes artistes qui étaient apparus à Canberra la veille à Australia Celebrates Live.
À partir de 2017, date à laquelle les Australian of the Year Awards ont lieu le 25 janvier à Canberra, l'Australian Day Concert se poursuit comme un événement distinct à Sydney le 26 janvier. Le concert est diffusé par Network Ten de 2015 à 2018.

### Australie Day Live
À partir de 2019, l'Australia Day Live relance le concert qui est désormais diffusé sur ABC.

## Programmation

### 2004
Shannon Noll, DJ Armee.

### 2005
Icehouse, finalistes de Australian Idol 2004.

### 2006
Russell Crowe and the Ordinary Fear of God, Rogue Traders, Jade MacRae.

### 2007
Guy Sebastian, The Whitlams, TV Rock, Hi-5, The Audreys, Bobby Flynn, Renee Geyer, Sick Puppies, Deborah Conway, Kate Miller-Heidke, Mia Dyson, Damien Leith.

### 2008
Ben Lee - "Catch My Disease", "Numb", Thirsty Merc - "20 Good Reasons", "Those Eyes", The Basics - "Just Hold On", "Hey There", Tripod - "Hot Girl in the Comic Shop", Katie Noonan, The Veronicas - "Hook Me Up", "Untouched", Richard Clapton, Gotye, Ricki Lee - "Can't Touch It", "Love Is All Around", Blue King Brown.

### 2009
John Schumann  and the Vagabond Crew, Trial Kennedy, Lovers Electric, Jessica Mauboy, Natalie Bassingthwaighte, Dan Kelly & the UkeLadies, Wendy Matthews, Gurrumul, Brian Cadd.

### 2010
Cassie Davis, Ian Moss, Bertie Blackman, Bob Evans, Phrase, Hayley Warner, Evermore - Underground, Hey Boys & Girls, Light Surrounding You, Rogue Traders, Amy Meredith.

### 2011
The Wiggles, Little Red, Ross Wilson, The McClymonts, Jessica Mauboy, Stan Walker, Altiyan Childs, Thirsty Merc, Justice Crew, GANGgajang, Jimmy Barnes.

### 2012
INXS, Sneaky Sound System, Katie Noonan and the Captains, Spiderbait, The Potbelleez.

### 2013
Jimmy Barnes, The Presets, Guy Sebastian, Timomatic

### 2014
Lior, Matt Corby, Megan Washington, DJ Havana Brown.

### 2015
Paul Kelly, Jessica Mauboy, Hi-5, Sheppard, Drawing North

### 2016
Jimmy Barnes, Samantha Jade », Nathaniel, Cyrus Villanueva

### 2017
The Wiggles, Nature humaine, Tina Arena, Guy Sebastian, Dami Im, James Morrison

### 2018
Animé par Grant Denyer, Sandra Sully et Luke Carroll, le talent musical présenté était Anthony Callea, Marcia Hines, Christine Anu, Guy Sebastian, John Paul Young, Casey Donovan, Dami Im et Lorenzo Rositano.
Les talents musicaux australiens ne manquaient pas, pour honorer la scène.

### 2019
Animé par Jeremy Fernandez, Kate Ceberano, John Foreman et Luke Carroll, le concert mettait en vedette Jon Stevens, Yothu Yindi & The Treaty Project, Anthony Callea et le Sydney Symphony Orchestra.

### 2020
Animé par Jeremy Fernandez, John Foreman, Christine Anu et Vanessa Amorosi, le concert mettait en vedette John Williamson, The Seekers, Isaiah Firebrace Eskimo Joe, Diana Rouvas, Daniel Belle, KARI, William Barton, Sydney Symphony Orchestra.

### 2021
Les concerts sont organisés virtuellement à cause de la pandémie COVID-19.